# Joegoslavië op de Olympische Zomerspelen 1960

## Medailleoverzicht
| Sport     | Olympiër | Onderdeel                | Medaille |
| --------- | --- | ------------------------ | -------- |
| Voetbal   | Andrija Anković Vladimir Durković Milan Galić Fahrudin Jusufi Tomislav Knez Borivoje Kostić Aleksandar Kozlina Dusan Maravić Željko Matuš Željko Perušić Novak Roganović Velimir Sombolac Milutin Šoškić Silvester Takač Blagoje Vidinić Ante Žanetić | mannen                   | Goud     |
| Worstelen | Branislav Martinović | -67kg Grieks-Romeins (m) | Zilver   |

## Deelnemers en resultaten
(m) = mannen, (v) = vrouwen 

### Atletiek
| Olympiër                                            | Discipline               | Resultaat | Prestatie                                                                      |
| --------------------------------------------------- | ------------------------ | --------- | ------------------------------------------------------------------------------ |
| Borut Ingolič                                       | 800m (m)                 | 34e       | serie 7: 4de in 1.51,51                                                        |
| Stanko Lorger                                       | 110m horden (m)          | 11e       | serie 5: 2de in 14,56 kwartfinale 3: 3de in 14,56 halve finale 2: 5de in 14,83 |
| Milad Petrušić                                      | 110m horden (m)          | 16e       | serie 2: 3de in 14,74 kwartfinale 2: 5de in 14,71                              |
| Franc Hafner                                        | 3000m steeplechase (m)   | 16e       | serie 3: 6de in 8.55,68                                                        |
| Srđan Savić Ðani Kovač Miloje Grujić Viktor Šnajder | 4x400m (m)               | 9e        | serie 1: 3de in 3.10,75 halve finale 1: 6de in 3.10,34                         |
| Franjo Mihalić                                      | marathon (m)             | 12e       | 2:21.52,6                                                                      |
| Franjo Škrinjar                                     | marathon (m)             | 10e       | 2:21.40,2                                                                      |
| Franjo Mihalić                                      | hoogspringen (m)         | 26e       | kwalificatie: 26ste met 1,95m                                                  |
| Roman Lešek                                         | polsstokhoogspringen (m) | 14e       | kwalificatie: 14de met 4,20m                                                   |
| Leon Lukman                                         | polsstokhoogspringen (m) | 9e        | kwalificatie: 7de met 4,40m finale: 9de met 4,40m                              |
| Antun Bezjak                                        | kogelslingeren (m)       | 6e        | kwalificatie: 10de met 60,90m finale: 6de met 64,21m                           |
| Krešimir Račić                                      | kogelslingeren (m)       | 24e       | kwalificatie: 24ste met 57,27m                                                 |
| Joze Brodnik                                        | tienkamp (m)             | 9e        | 6918 punten                                                                    |
| Mirko Kolnik                                        | tienkamp (m)             | DNF       | niet gefinisht                                                                 |
|                                                     |                          |           |                                                                                |
| Olga Šikovec                                        | 100m (v)                 | 23e       | serie 3: 3de in 12,24 kwartfinale 3: 5de in 12,61                              |
| Olga Šikovec                                        | 200m (v)                 | 23e       | serie 5: 5de in 24,95                                                          |
| Draga Stamejčič                                     | 80m horden (v)           | 13e       | serie 1: 3de in 11,47                                                          |
| Olga Gere                                           | hoogspringen (v)         | 9e        | kwalificatie: 7de met 1,65m finale: 9de met 1,65m                              |
| Milena Usenik                                       | kogelstoten (v)          | 14e       | kwalificatie: 10de met 14,74m finale: 13de met 14,19m                          |
| Milena Čelesnik                                     | discuswerpen (v)         | 22e       | kwalificatie: 22ste met 30,84m                                                 |

### Basketbal
| Olympiër | Discipline | Resultaat | Prestatie |
| --- | ---------- | --------- | --- |
| Boris Kristančič Ivo Daneu Giuseppe Gjergja Marjan Kandus Miha Lokar Miodrag Nikolić Nemanja Đurić Radivoj Korać Radovan Radović Slobodan Gordić Sreten Dragojlović Zvonko Petričević | mannen     | 6e        | groep B: 2de W van Bulgarije: 67-62 W van Frankrijk: 62-61 V van Tsjecho-Slowakije: 64-76 halve finale groep B: 3de V van Verenigde Staten: 42-104 V van Sovjet-Unie: 61-88 W van Uruguay: 94-83 groep 5-8ste plek: W van Polen: 95-81 V van Tsjecho-Slowakije: 93-98 |

| Groep B |                   |             |             |             |        |        |        |        |
|         | Land              | Wedstrijden | Wedstrijden | Wedstrijden | Punten | Punten | Punten | Punten |
| G       | Land              | W           | V           | V           | T      | Saldo  |        | Punten |
| 1       | Tsjecho-Slowakije | 3           | 2           | 1           | 201    | 192    | +9     | 5      |
| 2       | Joegoslavië       | 3           | 2           | 1           | 193    | 199    | -6     | 5      |
| 3       | Frankrijk         | 3           | 1           | 2           | 187    | 190    | -3     | 4      |
| 4       | Bulgarije         | 3           | 1           | 2           | 209    | 209    | 0      | 4      |

| Ronde       | Datum | Plaats      | Land  | Score             | Land |
| ----------- | ----- | ----------- | ----- | ----------------- | ---- |
| Groepsfase  |       |             |       |                   |      |
| 26 augustus | Rome  | Bulgarije   | 62-67 | Joegoslavië       |      |
| 27 augustus | Rome  | Frankrijk   | 61-62 | Joegoslavië       |      |
| 29 augustus | Rome  | Joegoslavië | 64-76 | Tsjecho-Slowakije |      |

| Halve finale groep B |                  |             |             |             |        |        |        |        |
|                      | Land             | Wedstrijden | Wedstrijden | Wedstrijden | Punten | Punten | Punten | Punten |
| G                    | Land             | W           | V           | V           | T      | Saldo  |        | Punten |
| 1                    | Verenigde Staten | 3           | 3           | 0           | 293    | 149    | +144   | 6      |
| 2                    | Sovjet-Unie      | 3           | 2           | 1           | 234    | 195    | +39    | 5      |
| 3                    | Joegoslavië      | 3           | 1           | 2           | 197    | 275    | -78    | 4      |
| 4                    | Uruguay          | 3           | 0           | 3           | 186    | 291    | -105   | 3      |

| Ronde       | Datum | Plaats      | Land   | Score            | Land |
| ----------- | ----- | ----------- | ------ | ---------------- | ---- |
| Groepsfase  |       |             |        |                  |      |
| 1 september | Rome  | Joegoslavië | 42-104 | Verenigde Staten |      |
| 2 september | Rome  | Sovjet-Unie | 88-61  | Joegoslavië      |      |
| 3 september | Rome  | Uruguay     | 83-94  | Joegoslavië      |      |

| Groep 5-8ste plek |                   |             |             |             |        |        |        |        |
|                   | Land              | Wedstrijden | Wedstrijden | Wedstrijden | Punten | Punten | Punten | Punten |
| G                 | Land              | W           | V           | V           | T      | Saldo  |        | Punten |
| 1                 | Tsjecho-Slowakije | 3           | 3           | 0           | 284    | 240    | +44    | 6      |
| 2                 | Joegoslavië       | 3           | 2           | 1           | 282    | 262    | +20    | 5      |
| 3                 | Polen             | 3           | 1           | 2           | 220    | 245    | -25    | 4      |
| 4                 | Uruguay           | 3           | 0           | 3           | 217    | 256    | -39    | 3      |

| Ronde       | Datum | Plaats            | Land  | Score       | Land |
| ----------- | ----- | ----------------- | ----- | ----------- | ---- |
| Groepsfase  |       |                   |       |             |      |
| 7 september | Rome  | Joegoslavië       | 95-81 | Polen       |      |
| 9 september | Rome  | Tsjecho-Slowakije | 98-93 | Joegoslavië |      |

### Boksen
| Olympiër              | Discipline | Resultaat | Prestatie |
| --------------------- | ---------- | --------- | --- |
| Miloslav Paunović     | -57kg (m)  | 17e       | 1ste ronde: V van ITA Musso: 1-4                                                                             |
| Tomislav Kelava       | -67kg (m)  | 17e       | 1ste ronde: vrij 2de ronde: V van TUN Sadok: knock-out                                                       |
| Dragoslav Jakovljević | -71kg (m)  | 17e       | 1ste ronde: V van FRA Diallo: 0-5                                                                            |
| Obrad Sretenović      | +81kg (m)  | 17e       | 1ste ronde: W van IRL Casey: 4-1 2de ronde: W van ARG Corletti: 4-1 kwartfinale: V van RSA Bekker: knock-out |

### Kanovaren
| Olympiër                         | Discipline    | Resultaat | Prestatie                                                                           |
| -------------------------------- | ------------- | --------- | ----------------------------------------------------------------------------------- |
| Aleksandar Kerčov                | K-1 1000m (m) | 14e       | serie 2: 4de in 4.07,08 herkansingen: 2de in 4.07,33 halve finale 1: 5de in 4.10,27 |
| Staniša Radmanović Radovan Božin | K-2 1000m (m) | 11e       | serie 2: 5de in 3.47,85 herkansingen: 2de in 3.49,95 halve finale 3: 4de in 3.52,20 |

### Roeien
| Olympiër                                                                     | Discipline      | Resultaat | Prestatie                                                                                                   |
| ---------------------------------------------------------------------------- | --------------- | --------- | --- |
| Joža Lovec Perica Vlašić                                                     | dubbel-twee (m) | 11e       | serie 1: 3de in 6.49,94 herkansingen: 3de in 7.07,61                                                        |
| Nikola Čupin Antun Ivanković                                                 | twee-zonder (m) | 6e        | serie 3: 3de in 7.08,54 herkansingen: 1ste in 7.14,20 halve finale 1: 3de in 7.38,83 finale: 6de in 7.20,91 |
| Paško Škarica Ante Vrčić Josip Bujas                                         | twee-met (m)    | 11e       | serie 1: 4de in 7.49,81 herkansingen: 2de in 7.48,05                                                        |
| Vladimir Nekora Janez Pintar Adolf Potočar Vekoslav Skalak Nikola Stipanicev | vier-met (m)    | 14e       | serie 4: 4de in 6.56,91 herkansingen: 3de in 7.00,71                                                        |

### Schermen
| Olympiër          | Discipline | Resultaat | Prestatie                                                                            |
| ----------------- | ---------- | --------- | ------------------------------------------------------------------------------------ |
| Aleksandar Vasin  | sabel (m)  | 28e       | 1ste ronde groep G: 3de met 2 overwinningen 2de ronde groep D: 5de met 1 overwinning |
|                   |            |           |                                                                                      |
| Vera Jeftimijades | floret (v) | 35e       | 1ste ronde groep H: 4de met 3 overwinningen                                          |

### Schietsport
| Olympiër             | Discipline                  | Resultaat | Prestatie                                                                                                 |
| -------------------- | --------------------------- | --------- | --- |
| Branislav Lončar     | 50m geweer 3 houdingen (m)  | 37e       | kwalificatie groep 2: 7de met 558 punten (193-185-180) finale: 37ste met 1104 punten (384-379-341)        |
| Miroslav Stojanović  | 50m geweer 3 houdingen (m)  | 21e       | kwalificatie groep 1: 17de met 547 punten (190-182-175) finale: 21ste met 1117 punten (392-369-356)       |
| Josip Ćuk            | 50m geweer liggend (m)      | 55e       | kwalificatie groep 1: 28ste met 379 punten (96-95-92-96)                                                  |
| Miroslav Stojanović  | 50m geweer liggend (m)      | 51e       | kwalificatie groep 2: 25ste met 381 punten (97-92-95-97) finale: 51ste met 566 punten (96-86-96-97-95-96) |
| Josip Ćuk            | 300m geweer 3 houdingen (m) | 23e       | kwalificatie groep 2: 15de met 1085 punten (193-185-180) finale: 23ste met 1085 punten                    |
| Vladimir Grozdanović | 300m geweer 3 houdingen (m) | 27e       | kwalificatie groep 1: 13de met 538 punten finale: 27ste met 1073 punten                                   |
| Ilija Ničić          | 50m pistool (m)             | 29e       | kwalificatie groep 2: 6de met 355 punten finale: 29ste met 529 punten                                     |
| Karlo Umek           | 50m pistool (m)             | 22e       | kwalificatie groep 1: 11de met 353 punten finale: 22ste met 533 punten                                    |

### Turnen
| Olympiër                                                                             | Discipline               | Resultaat | Prestatie                                                       |
| ------------------------------------------------------------------------------------ | ------------------------ | --------- | --------------------------------------------------------------- |
| Ivan Čaklec                                                                          | rekstok (m)              | 5e        | kwalificatie: 7de met 19,50 punten finale: 5de met 19,40 punten |
| Ivan Čaklec                                                                          | individuele meerkamp (m) | 56e       | 108,70 punten                                                   |
| Miroslav Cerar                                                                       | individuele meerkamp (m) | 8e        | 114,25 punten                                                   |
| Dragan Gagić                                                                         | individuele meerkamp (m) | 87e       | 104,70 punten                                                   |
| Milenko Lekić                                                                        | individuele meerkamp (m) | 66e       | 108,05 punten                                                   |
| Marsel Markulin                                                                      | individuele meerkamp (m) | 71e       | 107,45 punten                                                   |
| Alojz Petrovič                                                                       | individuele meerkamp (m) | 39e       | 109,90 punten                                                   |
| Ivan Čaklec Miroslav Cerar Dragan Gagić Milenko Lekić Marsel Markulin Alojz Petrovič | meerkamp team (m)        | 9e        | 550,80 punten                                                   |
|                                                                                      |                          |           |                                                                 |
| Mirjana Bilić                                                                        | individuele meerkamp (v) | 46e       | 72,03 punten                                                    |
| Tereza Kočiš                                                                         | individuele meerkamp (v) | 41e       | 72,363 punten                                                   |
| Nevenka Pogačnik                                                                     | individuele meerkamp (v) | 78e       | 68,432 punten                                                   |

### Voetbal
| Olympiër | Discipline | Resultaat | Prestatie |
| --- | ---------- | --------- | --- |
| Andrija Anković Vladimir Durković Milan Galić Fahrudin Jusufi Tomislav Knez Borivoje Kostić Aleksandar Kozlina Dusan Maravić Željko Matuš Željko Perušić Novak Roganović Velimir Sombolac Milutin Šoškić Silvester Takač Blagoje Vidinić Ante Žanetić | mannen     | Goud      | groep A: 1ste W van Verenigde Arabische Republiek: 6-1 W van Turkije: 4-0 G van Bulgarije: 3-3 halve finale: W van Italië: 1-1 finale: W van Denemarken: 3-1 |

| Groep A |                               |             |             |             |             |            |            |            |        |
| #       | Land                          | Wedstrijden | Wedstrijden | Wedstrijden | Wedstrijden | Doelpunten | Doelpunten | Doelpunten | Punten |
| #       | Land                          | G           | W           | G           | V           | V          | T          | Saldo      | Punten |
| 1       | Joegoslavië                   | 3           | 2           | 1           | 0           | 13         | 4          | +9         | 5      |
| 2       | Bulgarije                     | 3           | 2           | 1           | 0           | 8          | 3          | +5         | 5      |
| 3       | Verenigde Arabische Republiek | 3           | 0           | 1           | 2           | 4          | 11         | -7         | 1      |
| 4       | Turkije                       | 3           | 0           | 1           | 2           | 3          | 10         | -7         | 1      |

| Ronde        | Datum    | Plaats      | Land | Score                         | Land |
| ------------ | -------- | ----------- | ---- | ----------------------------- | ---- |
| Groepsfase   |          |             |      |                               |      |
| 26 augustus  | Pescara  | Joegoslavië | 6-1  | Verenigde Arabische Republiek |      |
| 29 augustus  | Florence | Joegoslavië | 4-0  | Turkije                       |      |
| 1 september  | Rome     | Joegoslavië | 3-3  | Bulgarije                     |      |
| Halve finale |          |             |      |                               |      |
| 5 september  | Rome     | Italië      | 1-1  | Joegoslavië                   |      |
| Finale       |          |             |      |                               |      |
| 10 september | Rome     | Joegoslavië | 3-1  | Denemarken                    |      |

### Waterpolo
| Olympiër | Discipline | Resultaat | Prestatie |
| --- | ---------- | --------- | --- |
| Ivo Cipci Boris Čukvas Zdravko Ježić Hrvoje Kačić Milan Muškatirović Ante Nardelli Đuro Radan Mirko Sandić Zlatko Šimenc Božidar Stanišić Marijan Žužej | mannen     | 4e        | groep A: 1ste W van Nederland: 2-1 W van Zuid-Afrika: 7-1 W van Australië: 6-2 halve finale groep B: 1ste W van Verenigde Staten: 6-2 W van Hongarije: 2-1 finale groep: 4de V van Italië: 1-2 V van Sovjet-Unie: 2-4 |

| Groep A |             |             |             |             |             |        |        |        |        |
| #       | Land        | Wedstrijden | Wedstrijden | Wedstrijden | Wedstrijden | Punten | Punten | Punten | Punten |
| #       | Land        | G           | W           | G           | V           | V      | T      | Saldo  | Punten |
| 1       | Joegoslavië | 3           | 3           | 0           | 0           | 15     | 4      | +11    | 6      |
| 2       | Nederland   | 3           | 1           | 1           | 1           | 9      | 8      | +1     | 3      |
| 3       | Zuid-Afrika | 3           | 1           | 1           | 1           | 7      | 12     | -5     | 3      |
| 4       | Australië   | 3           | 0           | 0           | 3           | 7      | 14     | -7     | 0      |

| Ronde       | Datum | Plaats      | Land | Score       | Land |
| ----------- | ----- | ----------- | ---- | ----------- | ---- |
| Groepsfase  |       |             |      |             |      |
| 25 augustus | Rome  | Joegoslavië | 2-1  | Nederland   |      |
| 27 augustus | Rome  | Joegoslavië | 7-1  | Zuid-Afrika |      |
| 29 augustus | Rome  | Joegoslavië | 6-2  | Australië   |      |

| Halve finale groep B |                  |             |             |             |             |        |        |        |        |
| #                    | Land             | Wedstrijden | Wedstrijden | Wedstrijden | Wedstrijden | Punten | Punten | Punten | Punten |
| #                    | Land             | G           | W           | G           | V           | V      | T      | Saldo  | Punten |
| 1                    | Joegoslavië      | 3           | 3           | 0           | 0           | 10     | 4      | +6     | 6      |
| 2                    | Hongarije        | 3           | 2           | 0           | 1           | 11     | 5      | +6     | 4      |
| 3                    | Verenigde Staten | 3           | 1           | 0           | 2           | 11     | 19     | -8     | 2      |
| 4                    | Nederland        | 3           | 0           | 0           | 3           | 8      | 12     | -4     | 0      |

| Ronde       | Datum | Plaats      | Land | Score            | Land |
| ----------- | ----- | ----------- | ---- | ---------------- | ---- |
| Groepsfase  |       |             |      |                  |      |
| 31 augustus | Rome  | Joegoslavië | 6-2  | Verenigde Staten |      |
| 1 september | Rome  | Hongarije   | 1-2  | Joegoslavië      |      |

| Finale groep |             |             |             |             |             |        |        |        |        |
| #            | Land        | Wedstrijden | Wedstrijden | Wedstrijden | Wedstrijden | Punten | Punten | Punten | Punten |
| #            | Land        | G           | W           | G           | V           | V      | T      | Saldo  | Punten |
| 1            | Italië      | 3           | 2           | 1           | 0           | 7      | 4      | +3     | 5      |
| 2            | Sovjet-Unie | 3           | 1           | 1           | 1           | 7      | 8      | −1     | 3      |
| 3            | Hongarije   | 3           | 0           | 2           | 1           | 7      | 8      | −1     | 2      |
| 4            | Joegoslavië | 3           | 1           | 0           | 2           | 6      | 7      | −1     | 2      |

| Ronde       | Datum | Plaats      | Land | Score       | Land |
| ----------- | ----- | ----------- | ---- | ----------- | ---- |
| Groepsfase  |       |             |      |             |      |
| 2 september | Rome  | Italië      | 2-1  | Joegoslavië |      |
| 3 september | Rome  | Sovjet-Unie | 4-2  | Joegoslavië |      |

### Wielersport
| Olympiër                                                    | Discipline         | Resultaat | Prestatie  |
| ----------------------------------------------------------- | ------------------ | --------- | ---------- |
| Alojz Bajc                                                  | wegwedstrijd (m)   | 69e       | 4:31.12    |
| Ivan Levačić                                                | wegwedstrijd (m)   | 30e       | 4:20.57    |
| Nevenko Valčić                                              | wegwedstrijd (m)   | 31e       | 4:20.57    |
| Janez Žirovnik                                              | wegwedstrijd (m)   | 8e        | 4:20.57    |
| Ivan Levačić Veselin Petrović Janez Žirovnik Nevenko Valčić | ploegentijdrit (m) | 15e       | 2:25.35,15 |

### Worstelen
| Olympiër             | Discipline | Resultaat | Prestatie |
| -------------------- | ---------- | --------- | --- |
| Borivoj Vukov        | -52kg (m)  | 7e        | 1ste ronde: G van SWE Frännfors 2de ronde: W van SUI Burkhard 3de ronde: W van BUL Moskov 4de ronde: V van ROU Pârvulescu                                            |
| Stipan Dora          | -57kg (m)  | 12e       | 1ste ronde: W van BEL Verhoeven 2de ronde: W van IRI Hashemi 3de ronde: V van URS Karavayev 4de ronde: V van SWE Vesterby                                            |
| Vojislav Gološin     | -62kg (m)  | 22e       | 1ste ronde: V van HUN Polyák 2de ronde: V van URS Vyrupayev |
| Branislav Martinović | -67kg (m)  | Zilver    | 1ste ronde: W van ROU Gheorghe 2de ronde: G van SWE Freij 3de ronde: W van NED Piek 4de ronde: W van AUT Brötzner 5de ronde: vrij 6de ronde: V van URS Koridze       |
| Stevan Horvat        | -73kg (m)  | 4e        | 1ste ronde: V van TUR Bayrak 2de ronde: W van ARG Rolón 3de ronde: vrij 4de ronde: W van HUN Rizmayer 5de ronde: W van URS Hamarnik 6de ronde: W van FRA Schiermeyer |

### Zeilen
| Olympiër                     | Discipline | Resultaat | Prestatie                        |
| ---------------------------- | ---------- | --------- | -------------------------------- |
| Tonko Pivcevic               | finn       | 10e       | 4358 punten: (4-14-3-17-19-6-21) |
| Mario Fafangel Janko Kosmina | star       | 8e        | 3977 punten: (7-6-14-8-7-7-8)    |

### Zwemmen
| Olympiër                                                   | Discipline            | Resultaat | Prestatie                                             |
| ---------------------------------------------------------- | --------------------- | --------- | ----------------------------------------------------- |
| Gojko Arneri                                               | 100m vrije slag (m)   | 39e       | serie 7: 7de in 1.00,5                                |
| Janez Kocmur                                               | 100m vrije slag (m)   | 28e       | serie 6: 4de in 58,7                                  |
| Milan Jeger                                                | 400m vrije slag (m)   | 23e       | serie 4: 4de in 4.41,4                                |
| Veljko Rogošić                                             | 400m vrije slag (m)   | 18e       | serie 1: 3de in 4.39,5                                |
| Slobodan Kićović                                           | 1500m vrije slag (m)  | 29e       | serie 2: 6de in 20.26,0                               |
| Veljko Rogošić                                             | 1500m vrije slag (m)  | 15e       | serie 3: 3de in 18.51,8                               |
| Mihovil Dorčić                                             | 100m rugslag (m)      | 26e       | serie 2: 6de in 1.06,0                                |
| Đorđe Perišić                                              | 200m schoolslag (m)   | 16e       | serie 2: 2de in 2.41,1 halve finale 1: 8ste in 2.44,2 |
| Lovro Radonjić                                             | 100m vlinderslag (m)  | 34e       | serie 3: 7de in 3.00,6                                |
| Veljko Rogošić                                             | 100m vlinderslag (m)  | 28e       | serie 5: 6de in 2.35,5                                |
| Milan Jeger Slobodan Kićović Vlado Brinovec Veljko Rogošić | 4x200m vrije slag (m) | 14e       | serie 2: 7de in 8.49,8                                |
| Mihovil Dorčić Đorđe Perišić Veljko Rogošić Janez Kocmur   | 4x100m wisselslag (m) | 13e       | serie 3: 5de in 4.25,5                                |

Afghanistan · Argentinië · Australië · Bahama's · België · Bermuda · Birma · Brazilië · Brits-Guiana · Bulgarije · Canada · Ceylon · Chili · Colombia · Cuba · Denemarken · Duits eenheidsteam · Ethiopië · Fiji · Filipijnen · Finland · Frankrijk · Ghana · Griekenland · Groot-Brittannië · Haïti · Hongarije · Hongkong · Ierland · IJsland · India · Indonesië · Irak · Iran · Israël · Italië · Japan · Joegoslavië · Kenia · Libanon · Liberia · Liechtenstein · Luxemburg · Malakka · Malta · Marokko · Mexico · Monaco · Nederland · Nederlandse Antillen · Nieuw-Zeeland · Nigeria · Noorwegen · Oeganda · Oostenrijk · Pakistan · Panama · Peru · Polen · Portugal · Puerto Rico · Roemenië · San Marino · Singapore · Soedan · Sovjet-Unie · Spanje · Suriname · Taiwan · Thailand · Tsjecho-Slowakije · Tunesië · Turkije · Uruguay · Venezuela · Verenigde Arabische Republiek · Verenigde Staten · Vietnam · West-Indische Federatie · Zuid-Afrika · Zuid-Korea · Zuid-Rhodesië · Zweden · Zwitserland